# Мала Пізь
Мала́ Пізь (рос. Малая Пизь) — річка в Єловському та Чайковському районах Пермського краю, Росія, права притока Пізі.
Річка починається на північ від села Осиновик. Протікає спочатку на північ, потім захід та південний захід. Після села Дружна повертає на південь і так тече до гирла з невеликим відхиленням на південний захід біля села Кіжи. Верхня течія пересихає, нижня — заболочена. Невеликими ділянками у верхній та середній течіях, тече по території Чайковського району; нижня — служить кордоном між двома районами. Майже повністю тече через лісові масиви тайги. Приймає декілька дрібних приток, найбільші з яких є ліва Середня та права Березова.
На річці розташовані села Єловського району Дружна та Кіжи. В першому селі та між ними (в Чайковському районі) створено ставки.